# (73025) 2002 ER74
(73025) 2002 ER74 – planetoida z pasa głównego asteroid okrążająca Słońce w ciągu 3,53 lat w średniej odległości 2,32 j.a. Odkryta 13 marca 2002 roku.